# رافاييل أسيس
رافاييل أسيس (2 أبريل 1993 في البرازيل - ) هو لاعب كرة قدم برازيلي في مركز الهجوم. لعب مع نادي إستر.

## وصلات خارجية
- رافاييل أسيس على موقع قاعدة بيانات كرة القدم.إي يو (الإنجليزية)
- رافاييل أسيس على موقع Soccerway.com (الإنجليزية)